# NGC 5513
NGC 5513 est une vaste galaxie lenticulaire située dans la constellation du Bouvier. Sa vitesse par rapport au fond diffus cosmologique est de 5 241 ± 16 km/s, ce qui correspond à une distance de Hubble de 77,3 ± 5,4 Mpc (∼252 millions d'al). NGC 5513 a été découverte par l'astronome germano-britannique William Herschel en 1792.
À ce jour, une mesure non basée sur le décalage vers le rouge (redshift) donne une distance d'environ 56,400 Mpc (∼184 millions d'al). Cette valeur est loin à l'extérieur des valeurs de la distance de Hubble. Notons cependant que c'est avec la valeur moyenne des mesures indépendantes, lorsqu'elles existent, que la base de données NASA/IPAC calcule le diamètre d'une galaxie et qu'en conséquence le diamètre de NGC 5513 pourrait être d'environ 48,1 kpc (∼157 000 al) si on utilisait la distance de Hubble pour le calculer.